# Лустер (Норвегия)

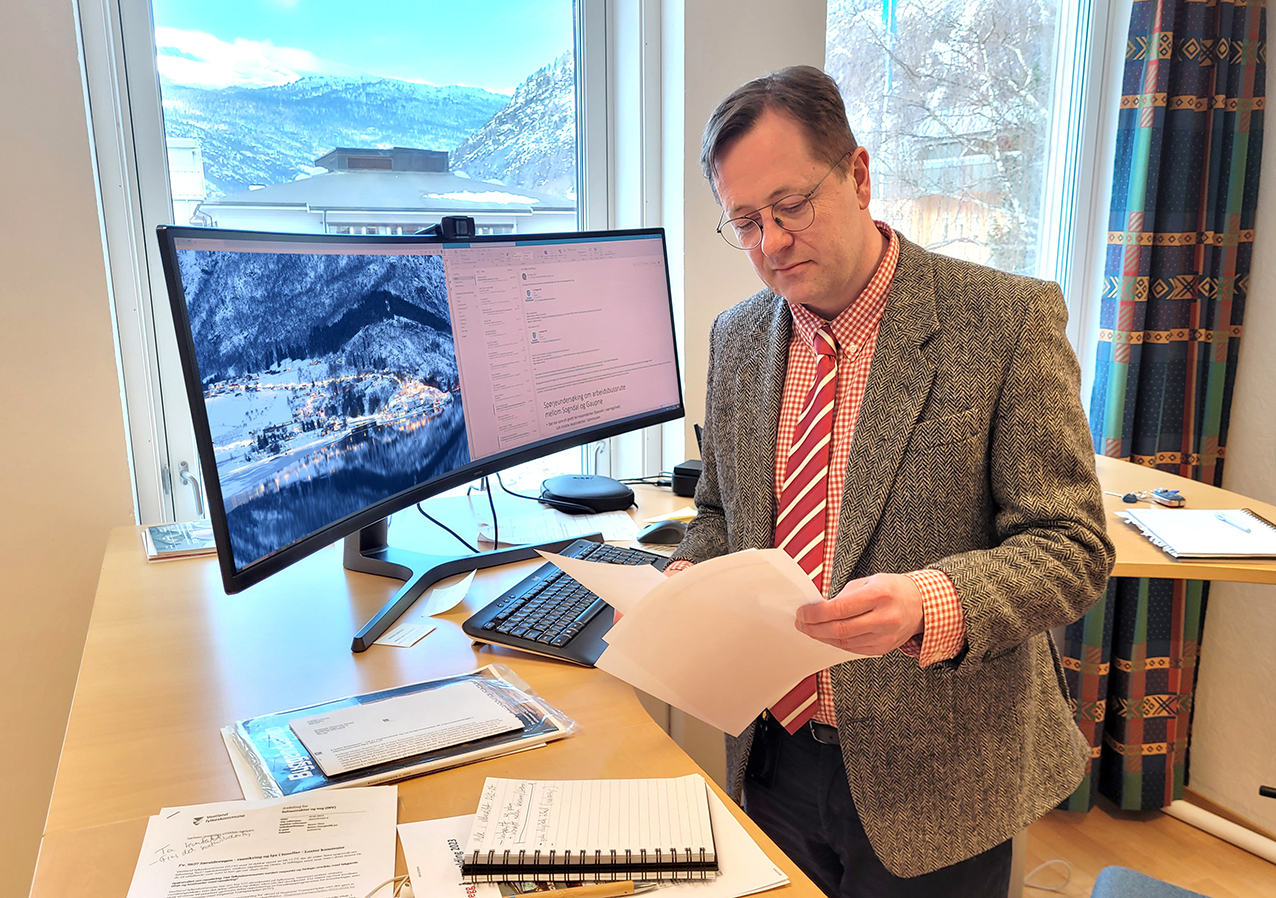
Мэр Лустера Андреас Волнык Виза
(фото 2024)

Лустер (норв. Luster) — коммуна в губернии Согн-ог-Фьюране в Норвегии. Административный центр коммуны — город Гёупне. Официальный язык коммуны — нюнорск. Население коммуны на 2007 год составляло 4870 чел. Площадь коммуны Лустер — 2706,63 км², код-идентификатор — 1426.
В состав коммуны входят деревни Вейтастронн, Иннре-Хафсло, Йостедал, Лустер, Нес, Сольворн, Урнес, Хафсло, Фортун, Шольден и Гёупне (административный центр).

## История населения коммуны
Население коммуны за последние 60 лет.

Статистика коммуны Лустер